# Golce (Basses-Carpates)
Pour les articles homonymes, voir Golce.
Golce est une localité polonaise de la gmina de Jarocin, située dans le powiat de Nisko en voïvodie des Basses-Carpates.